# Premi César 1981
La cerimonia di premiazione della 6ª edizione dei Premi César si è svolta il 31 gennaio 1981 al Palais des Congrès di Parigi. È stata presieduta da Yves Montand e presentata da Pierre Tchernia. È stata trasmessa da Antenne 2.
Il film che ha ottenuto il maggior numero di candidature (dodici) e di premi (dieci) è stato L'ultimo metrò (Le dernier métro) di François Truffaut.

## Vincitori e candidati
I vincitori sono indicati in grassetto, a seguire gli altri candidati.

### Miglior film
- L'ultimo metrò (Le dernier métro), regia di François Truffaut
- Loulou, regia di Maurice Pialat
- Mio zio d'America (Mon oncle d'Amérique), regia di Alain Resnais
- Si salvi chi può (la vita) (Sauve qui peut (la vie)), regia di Jean-Luc Godard

### Miglior regista
- François Truffaut - L'ultimo metrò (Le dernier métro)
- Jean-Luc Godard - Si salvi chi può (la vita) (Sauve qui peut (la vie))
- Alain Resnais - Mio zio d'America (Mon oncle d'Amérique)
- Claude Sautet - Una brutta storia (Un mauvais fils)

### Miglior attore
- Gérard Depardieu - L'ultimo metrò (Le dernier métro)
- Patrick Dewaere - Una brutta storia (Un mauvais fils)
- Philippe Noiret - Sorvegliate il vedovo (Pile ou face)
- Michel Serrault - Il vizietto II (La cage aux folles II)

### Miglior attrice
- Catherine Deneuve - L'ultimo metrò (Le dernier métro)
- Nathalie Baye - Une semaine de vacances
- Nicole Garcia - Mio zio d'America (Mon oncle d'Amérique)
- Isabelle Huppert - Loulou

### Migliore attore non protagonista
- Jacques Dufilho - Una brutta storia (Un mauvais fils)
- Heinz Bennent - L'ultimo metrò (Le dernier métro)
- Guy Marchand - Loulou
- Alain Souchon - Je vous aime

### Migliore attrice non protagonista
- Nathalie Baye - Si salvi chi può (la vita) (Sauve qui peut (la vie))
- Andréa Ferréol - L'ultimo metrò (Le dernier métro)
- Claire Maurier - Una brutta storia (Un mauvais fils)
- Delphine Seyrig - Mia cara sconosciuta (Chère inconnue)

### Migliore sceneggiatura originale o miglior adattamento
- François Truffaut e Suzanne Schiffman - L'ultimo metrò (Le dernier métro)
- Jean Gruault - Mio zio d'America (Mon oncle d'Amérique)
- John Guare - Atlantic City, Usa (Atlantic City)
- Bertrand Tavernier e David Rayfiel - La morte in diretta (La mort en direct)

### Migliore fotografia
- Néstor Almendros - L'ultimo metrò (Le dernier métro)
- Pierre-William Glenn - La morte in diretta (La mort en direct)
- Sacha Vierny - Mio zio d'America (Mon oncle d'Amérique)
- Bernard Zitzermann - La banchiera (La banquière)

### Miglior montaggio
- Martine Barraqué - L'ultimo metrò (Le dernier métro)
- Michael Ellis e Armand Psenny - La morte in diretta (La mort en direct)
- Albert Jurgenson - L'ombrello bulgaro (Le coup du parapluie)
- Geneviève Winding - La banchiera (La banquière)

### Migliore scenografia
- Jean-Pierre Kohut-Svelko - L'ultimo metrò (Le dernier métro)
- Dominique André - Una brutta storia (Un mauvais fils)
- Jean-Jacques Caziot - La banchiera (La banquière)
- Jacques Saulnier - Mio zio d'America (Mon oncle d'Amérique)

### Migliore musica
- Georges Delerue - L'ultimo metrò (Le dernier métro)
- Antoine Duhamel - La morte in diretta (La mort en direct)
- Serge Gainsbourg - Je vous aime
- Michel Legrand - Atlantic City, USA (Atlantic City)

### Miglior sonoro
- Michel Laurent - L'ultimo metrò (Le dernier métro)
- Michel Desrois - La morte in diretta (La mort en direct)
- Pierre Lenoir - Una brutta storia (Un mauvais fils)
- Jean-Pierre Ruh - La banchiera (La banquière)

### Miglior film straniero
- Kagemusha - L'ombra del guerriero (Kagemusha), regia di Akira Kurosawa
- Kramer contro Kramer (Kramer vs. Kramer), regia di Robert Benton
- The Rose, regia di Mark Rydell
- Saranno famosi (Fame), regia di Alan Parker

### Miglior cortometraggio d'animazione
- La manège, regia di Marc Caro e Jean-Pierre Jeunet
- Le réveil, regia di Jean-Christophe Villard
- Les 3 inventeurs, regia di Michel Ocelot

### Miglior cortometraggio di fiction
- Toine, regia di Edmond Séchan
- Le bruit des jambes de Lucie, regia di Anne Quesemand
- La découverte, regia di Arthur Joffé
- Vive la mariée, regia di Patrice Noïa

### Miglior cortometraggio documentario
- Le miroir de la terre, regia di Paul de Roubaix e Daniel Absil
- Abel Gance, une mémoire de l'avenir, regia di Thierry Filliard e Laurent Drancourt
- Dorothea Tanning - Insomnia, regia di Peter Schamoni

### Premio César onorario
- Marcel Pagnol

### Omaggio
- Abel Gance

### Invitati onorari stranieri
- Vittorio Gassman
- Giulietta Masina